# نادي ديوميديس آرغوس لكرة اليد
نادي ديوميديس آرغوس لكرة اليد هو نادي كرة يد في اليونان. تأسس في سنة 1976. يلعب في الدوري اليوناني لكرة اليد. فاز بكأس التحدي الأوروبية سنة 2012.